# Чиканское газоконденсатное месторождение
Чика́нское газоконденса́тное месторожде́ние — месторождение природного газа в Жигаловском районе Иркутской области России. Запасы месторождения по категории С1 составляют 16,554 млрд м³ газа и 1,092 млн тонн конденсата, по категории С2 — 81,682 млрд м³ газа и 5,391 млн тонн конденсата. Проектная мощность месторождения — в районе 3.5 млрд м³ в год.
Свидетельство Федерального агентства по недропользованию об установлении факта открытия месторождения выдано ОАО «Газпром» 8 февраля 2007 года.
В ближайших планах ОАО «Газпром» — получить лицензию на разведку и добычу углеводородов на данном месторождении.